# Murgese
Vous lisez un « bon article » labellisé en 2013.
Le Murgese est une race italienne de chevaux de selle et de trait léger, originaire du plateau des Murge dans les Pouilles, et sélectionnée pour sa robe noire. Populaire aux XVe et XVIe siècles, la race s'est presque éteinte avant de s'accroitre en 1926 sous l'impulsion du ministère de l'agriculture italien. Si le registre généalogique n'a été établi qu'en 2008, l'Association nationale des Éleveurs du cheval des Murge et de l'Âne de Martina Franca œuvre depuis 1990 pour réunir les éleveurs et participer à la conservation, à l'amélioration, à la valorisation et à la diffusion du Murgese.
Le Murgese est généralement un cheval rustique, de taille moyenne, avec une conformation harmonieuse, mais son physique peut fortement varier d'un individu à l'autre. Longtemps utilisé dans les fermes pour le trait léger, l'élevage est de plus en plus orienté vers les disciplines classiques, l'attelage, le loisir et le spectacle équestre.

## Dénomination
D'après l'écrivain Giacomo Giammatteo, la seule graphie juste du nom de cette race de chevaux fait appel à une initiale en majuscule, dans la mesure où elle est nommée d'après un nom de lieu.

## Histoire

### Origine

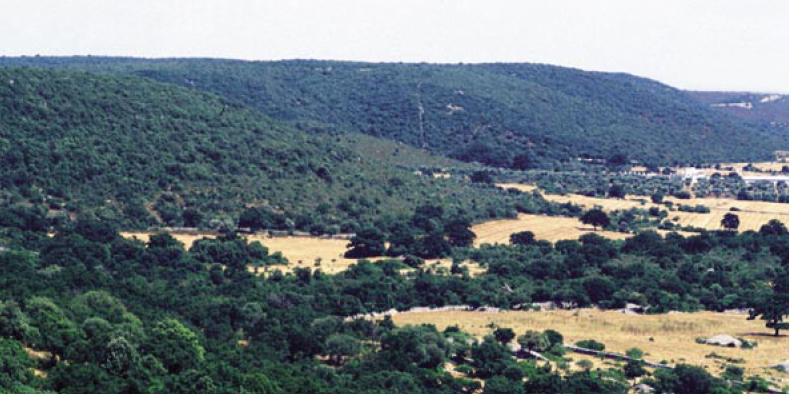
Paysage des Murge, berceau de la race.

La race Murgese est originaire du sud de l'Italie pendant la période de domination espagnole. Il est communément considéré qu'elle a été développée en croisant des chevaux Barbes et des chevaux arabes importés par le Comte de Conversano, avec les races locales,, à savoir principalement le Napolitain. La race est extrêmement populaire et recherchée pendant les XVe siècle et XVIe siècle, et ce particulièrement dans la cavalerie italienne, mais aussi pour le travail agricole dans la région. En 1774, l'Empereur des Romains, Joseph II, fait l'acquisition auprès du Comte de Conversano de deux étalons Murgese qui deviennent les fondateurs d'une lignée de lipizzans qui perdure encore. Mais durant les siècles suivants le nombre de chevaux Murgese baisse dramatiquement, au point de frôler l'extinction.

### AuxXXeetXXIesiècles
La race actuelle est re-développée à partir de chevaux choisis en 1926 au ranch de Foggia, sous l'impulsion du ministère de l'agriculture et du Regio Deposito Stalloni de Foggia, devenu l'Institut de développement hippique (Istituto Incremento Ippico). Le Murgese actuel est sans doute une version plus affinée du Murgese original. Avant que la sélection ne commence en 1926, le cheval Murgese possédait des caractéristiques physiques très diverses au sein de la race en raison du manque de réglementations. Cette sélection a ainsi permis la formation de restrictions spécifiques, afin de garantir une uniformité à la race. Les chevaux originaux choisis pour revitaliser la race Murgese sont un groupe de quarante-six juments et de neuf étalons. Nerone, Granduca et Araldo Delle Murge sont considérés comme les trois étalons Murgese de base ayant formé les lignées principales de la race actuelle,.
En 1948, une association d'éleveurs se constitue à Martina Franca. L'« expansion » de la race débute réellement en 1987, lorsque les éleveurs des Murge ont effectué un tour d'Italie afin de faire connaître leur travail et leur cheval, ainsi que de faire découvrir aux Italiens les grandes capacités de la race en randonnée au long cours. Le livre généalogique du Murgese est établi le 8 octobre 2008 par décret du Ministère des politiques agricoles alimentaires et forestières sous l'impulsion de l'association italienne des éleveurs de Rome.

## Description
Le Murgese constitue la seule race chevaline italienne pure, dans le sens où depuis sa formation au XVe siècle, elle n'a fait l'objet d'aucun croisement avec une race allogène.

### Morphologie

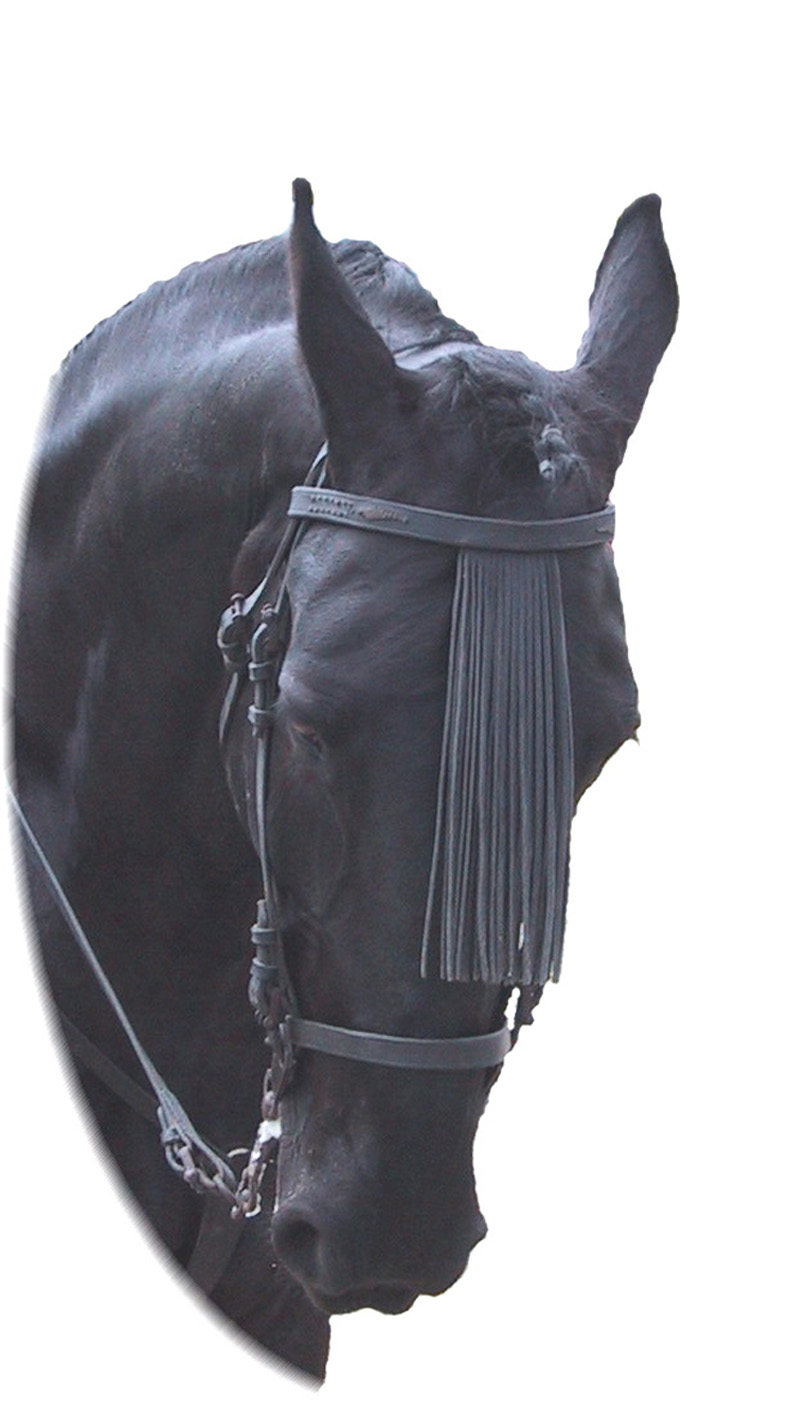
Tête d'un cheval Murgese.

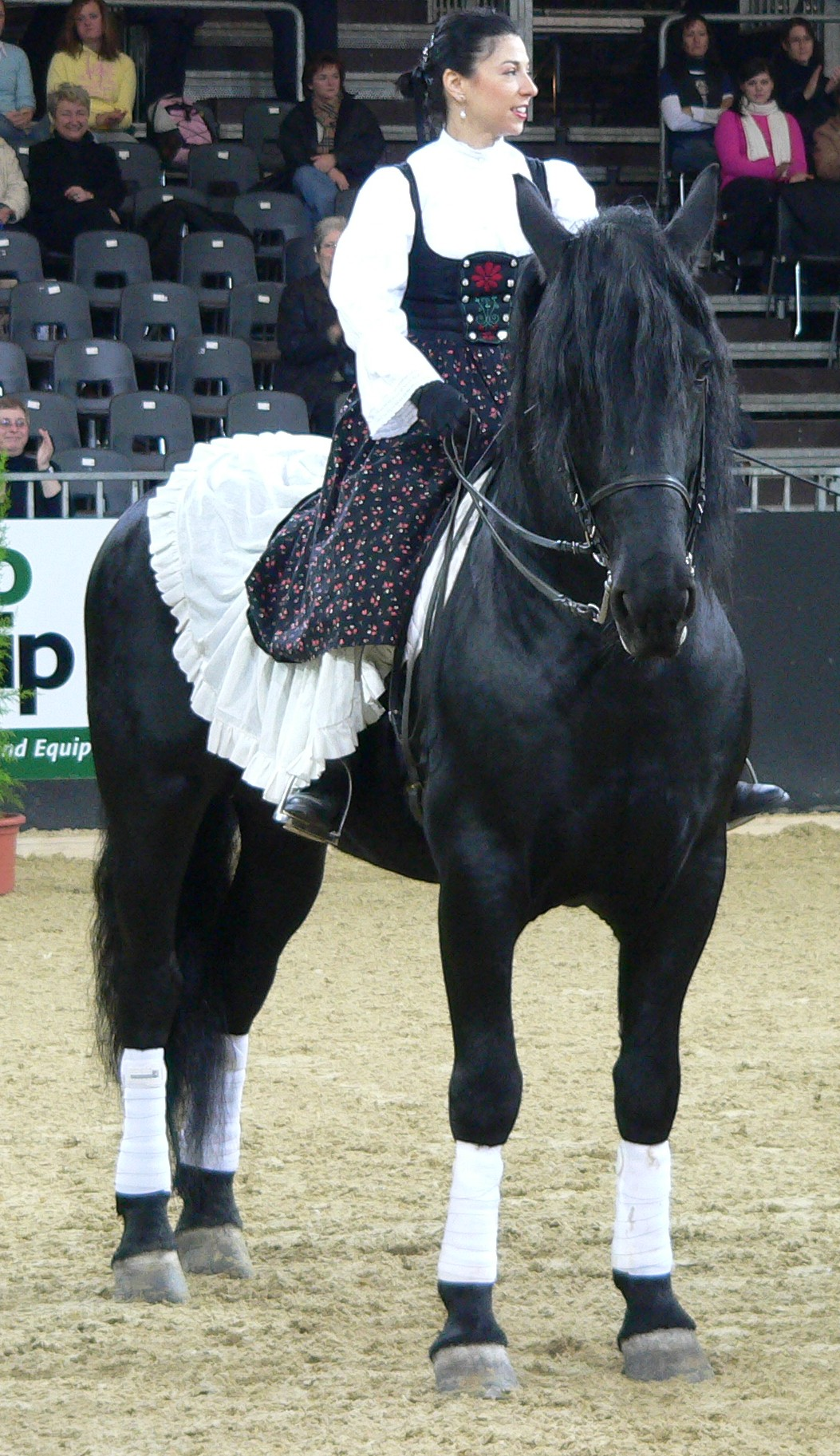
Murgese présenté au salon Equitana en 2005.

C'est un cheval de taille moyenne, mesurant généralement entre 1,50 m et 1,68 m au garrot, pour un poids de 480 à 550 kg. Il est solide, robuste et résistant. Le garrot est plutôt effacé, le dos est fort et pas trop long. La croupe est plutôt large et longue. Le thorax est de taille moyenne et les membres courts et robustes. Les sabots sont particulièrement durs et forts. Sa tête est de taille moyenne avec une base très robuste, tout comme l'encolure. Les crins de l'encolure et de la queue sont épais et fournis.

### Robe
La robe est l'une des caractéristiques les plus reconnaissables du Murgese, puisqu'elle est presque toujours uniformément noire sans marque ; elle est donc dite « noir zain ». Cependant, une petite proportion de la population Murgese, soit environ 2 %, possède une robe rouanne, nommé « gris fer ». Cette rare lignée rouanne présente un reflet métallique sur le pelage.

### Tempérament et entretien
Le Murgese a un bon tempérament, un caractère tranquille et équilibré. Il vit généralement assez vieux et conserve l'aptitude au travail jusqu'à un âge avancé. Dans son berceau d'origine, les Murge, il est élevé dans un environnement rocailleux et sec en extérieur toute l'année, ce qui lui confère une grande rusticité et l'habitue à trouver sa nourriture par tous les temps, même sous la neige.

### Sélection
Si les travaux effectués au début du XXe siècle ont permis de définir les standards de la race et d'homogénéiser les sujets inscriptibles au studbook, il apparaît désormais se définir des différences caractéristiques à certaines lignées au sein de la race. Ces lignées sont au nombre de trois et sont celles de Nerone, de Granduca et d'Araldo. Ainsi, trois modèles distincts de chevaux issus de la Renaissance sont définis au sein de la race : le ginetto, le cheval d'armes et le cheval dit « de deux selles ». Mais ces différents types n'empêchent en rien les caractéristiques principales du Murgese à savoir son modèle compact, son tempérament facile, sa nervosité, sa force, sa robustesse, sa souplesse et son allure.

## Utilisations

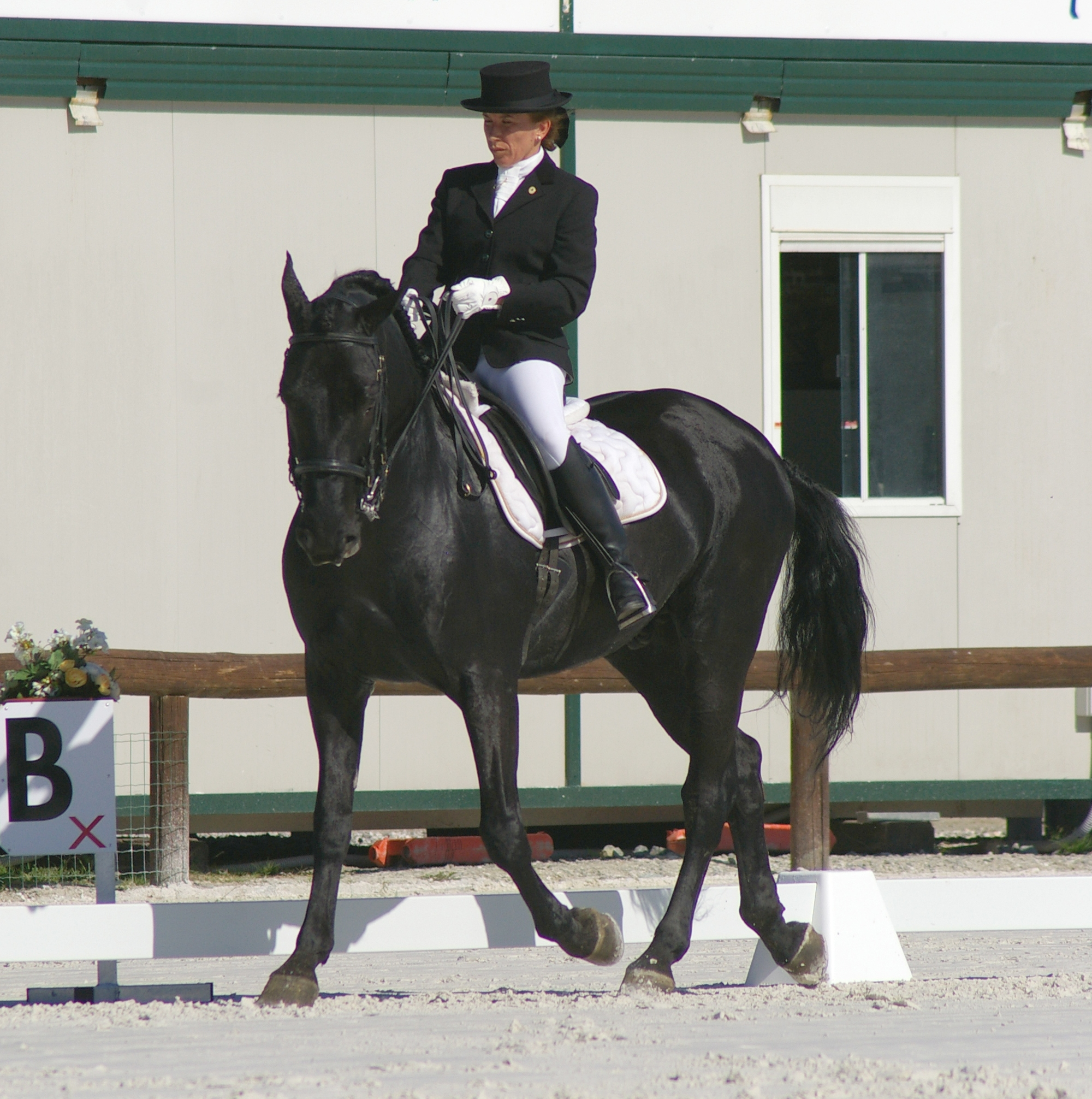
Murgese sur une reprise de dressage, en concours.

Le Murgese a tout d'abord été un cheval de trait léger dans les régions agricoles. Il a longtemps été recherché en croisement pour produire de meilleurs chevaux de selle, et aussi utilisé dans la production de mules et mulets.
Grâce à une sélection attentive et aux efforts accomplis par les éleveurs pour maintenir la race pure, ce cheval a montré au fil des années des dispositions excellentes, et est en forte expansion. La docilité et la gentillesse du Murgese permettent une éducation et une utilisation facile en monte classique, et ce tout particulièrement en dressage. Il est également parfaitement adapté aux débutants. Ces qualités en font également un excellent cheval de randonnée et de loisir, il est considéré comme le meilleur cheval de tourisme équestre italien.
En outre, son allure noble et fière, complétée d'une capacité rapide d'apprentissage, le rend particulièrement intéressant en carrousels, lors des spectacles équestres et dans le travail de haute école. Il est également adapté en attelage notamment grâce à sa robe qui permet de composer des équipages homogènes. La race est également utilisée en équithérapie.

## Diffusion de l'élevage
L'étude de l'université d'Uppsala (2010) considère le Murgese comme une race locale ne risquant pas l'extinction.

### En Italie

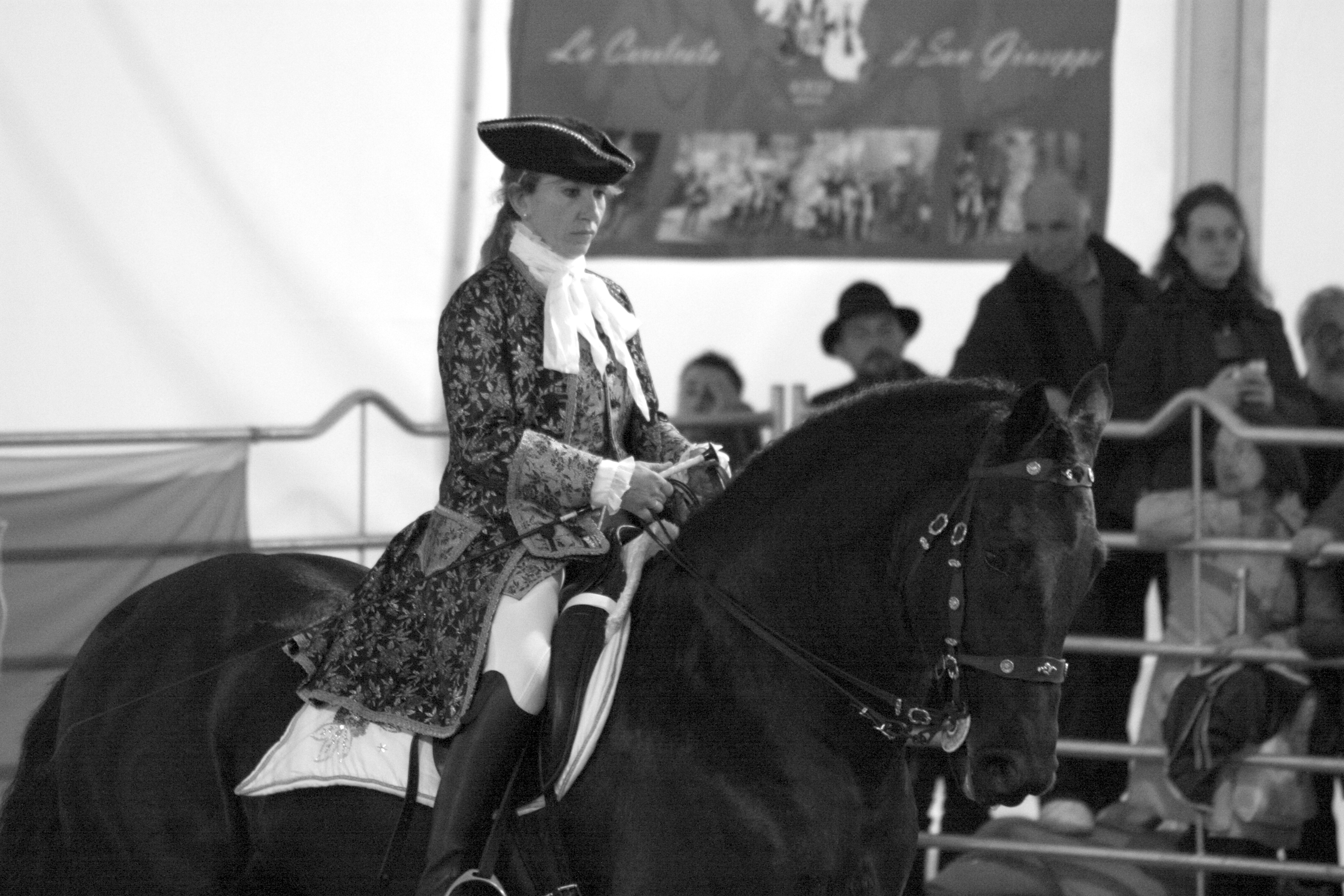
Troiano, cheval Murgese, lors d'un spectacle costumé au Fieracavalli de Vérone en 2011.

Logo de l'ANAMF.

L’Association régionale des éleveurs du Cheval des Murge et de l'Âne de Martina Franca (Associazione Regionale Allevatori dell’Asino di Martina Franca e del Cavallo delle Murge ou ANAMF) a été fondée en 1948 pour protéger le Murgese et l'âne de Martina Franca. En 1990, le Ministère italien de l'Agriculture et la Sylviculture a établi un registre pour recenser les groupes chevalins identifiables comme des races individuelles, dans lequel a été inclus le Murgese. C'est également cette même année qu'a été créée l'ANAMF, dont le siège est situé à Martina Franca. L'association a pour objectifs de réunir les éleveurs et de participer à la conservation, à l'amélioration, à la valorisation et à la diffusion du Murgese,.
En 2005, la population Murgese compte plus de 1 500 animaux, avec environ 1 080 juments, 107 étalons et 350 poulains, et présente une croissance régulière. La zone principale d'élevage de la race est située sur les communes d'Alberobello, Ceglie Messapica, Cisternino, Martina Franca, Locorotondo et Noci qui correspondent au berceau de la race. Avant immatriculation, tous les animaux subissent un prélèvement de sang. En 2004, une vaste étude a été menée pour analyser le coefficient présent de consanguinité dans la race Murgese et en a conclu que ce coefficient est dans des niveaux acceptables.

### Dans le reste du monde
Le Murgese est élevé et vendu dans toute l'Europe, plus particulièrement en Allemagne, en France, en Belgique, en Suisse, en Autriche, en Slovénie, aux Pays-Bas, en Suède et en Grande-Bretagne. La participation des éleveurs à des salons comme Equitana en Allemagne ou le Salon du cheval de Paris en France assure également la promotion de la race. Il a récemment franchi les frontières européennes puisqu'un étalon et deux juments ont été exportés à Valencia au Venezuela. L'ouvrage Equine Science (4e édition de 2012) classe le Murgese parmi les races de chevaux de selle peu connues au niveau international.

### Sources
- (en)/(it) Cet article est partiellement ou en totalité issu des articles intitulés en anglais « Murgese » (voir la liste des auteurs) et en italien « Murgese » (voir la liste des auteurs).

#### Ouvrage spécialisé
- [Buonavolontà et Silvestrelli 1986] (it) Giuseppe Buonavolontà et Maurizio Silvestrelli, Il Murgese : il più bel cavallo del mondo che nessuno vuole : Le Razze italiane, Edizioni Equestri, 1986, 128 p.

#### Ouvrages généralistes
- [Bauer 2011] (en) Mary Ellen Bauer, Which Horse Of Course, Xlibris Corporation, 2011, 440 p. (ISBN 978-1-4628-6621-2), p. 280
- [Bongianni 1988] (en) Maurizio Bongianni (trad. Ardèle Dejey), Simon & Schuster's Guide to Horses and Ponies, New York, Simon & Schuster, 1988, 255 p. (ISBN 0-671-66068-3, OCLC 16755485, LCCN 87026434, lire en ligne), « Murgese », p. 24. .
- [Draper 2003] (en) Judith Draper, The book of horses and horse care, Barnes & Noble, 2003, 256 p. (ISBN 978-0-7607-3642-5), p. 86
- [Edwards 2005] Elwyn Hartley Edwards, L'œil nature : Chevaux, Nord Compo, Villeneuve-d'Ascq, Larousse, 2005, 255 p. (ISBN 978-2-03-560408-8), p. 165
- [McFarland 2005] (en) Cynthia McFarland, The Fact Book of Horse Breeds, Stabenfeldt Incorporated, 2005, 238 p. (ISBN 978-1-933343-04-4), p. 71
- [De Maria 2001] (it) Vincenzo De Maria, Cavallo e Cavaliere, Giunti Editore, 2001, 399 p. (ISBN 978-88-440-2871-8, lire en ligne), p. 44

#### Encyclopédies
- [Fitzpatrick 2008] Andrea Fitzpatrick, L'encyclopédie des chevaux, Paris, Nov'edit, 2008, 437 p. (ISBN 978-2-35033-208-6), p. 200-201
- [Hendricks 2007] (en) Bonnie Lou Hendricks, International Encyclopedia of Horse Breeds, Norman, University of Oklahoma Press, 15 août 2007, 2e éd., 486 p. (ISBN 0-8061-3884-X, OCLC 154690199), « Murghese », p. 300-301. .
- [Ravazzi 2002] Gianni Ravazzi, L'encyclopédie des chevaux de race, Bergame, Italie, De Vecchi, 2002, 190 p. (ISBN 978-2-7328-2594-6), p. 67

#### Étude
- [Pieragostini et al. Perrotta 2005] (en) Elisa Pieragostini, Rita Rizzi, Grazia Bramante, Andrea Rosati, Giovanna Perrotta et Anna Caroli, Genetic study of Murgese horse from genealogical data and microsatellites, vol. 4, Italian Journal of Animal Science, 2005, p. 197-202

#### Article de presse
- [Lhermite 2015] Mélina Lhermite, « Le murgese, cheval à l'italienne », Cheval Magazine, no 529,‎ décembre 2015, p. 48-51